# Anthaxia simandli
Anthaxia simandli es una especie de escarabajo del género Anthaxia, familia Buprestidae. Fue descrita científicamente por Baiocchi en 2013.

## Distribución
Se distribuye por la provincia de Lorestán.